# Видман, Иоганн
Иоганн Видман (нем. Johannes Widmann, около 1460, Эгер — около 1505, Лейпциг) — немецкий математик. Получил известность тем, что первым употребил и опубликовал современные знаки плюса и минуса. В некоторых документах его фамилия передаётся как Johannes Weidemann.
О его жизни известно немного. В 1480-е годы Видман окончил Лейпцигский университет, в котором затем стал преподавателем математики. Его главный труд, в котором впервые появились знаки плюса и минуса для операций сложения и вычитания, назывался «Быстрый и приятный счёт для всех торговцев» (нем. Behende und hubsche Rechenung auff allen Kauffmanschafft), опубликован в Лейпциге в 1489 году. Книга эта содержала богатый практический материал и долгое время пользовалась спросом.